# 科姆沃 (亞利桑那州)
科姆沃（英語：Kom Vo）是位於美國亞利桑那州皮馬縣的一個非建制地區。該地的面積和人口皆未知。

## 地理
科姆沃的座標為31°57′35″N 112°20′56″W / 31.95972°N 112.34889°W，而該地的平均海拔高度為540米（即1772英尺）。